# Raphael Holzdeppe
Raphael Marcel Holzdeppe (Kaiserslautern, 28 settembre 1989) è un astista tedesco, campione mondiale a Mosca 2013.

## Palmarès
| Anno | Manifestazione    | Sede           | Evento           | Risultato | Prestazione | Note                                     |
| ---- | ----------------- | -------------- | ---------------- | --------- | ----------- | ---------------------------------------- |
| 2008 | Mondiali juniores | Bydgoszcz      | Salto con l'asta | Oro       | 5,50 m      |                                          |
| 2008 | Giochi olimpici   | Pechino        | Salto con l'asta | 7º        | 5,60 m      |                                          |
| 2009 | Europei under 23  | Kaunas         | Salto con l'asta | Oro       | 5,91 m      |                                          |
| 2010 | Europei           | Barcellona     | Salto con l'asta | 9º        | 5,60 m      |                                          |
| 2011 | Europei under 23  | Ostrava        | Salto con l'asta | 6º        | 5,50 m      |                                          |
| 2011 | Mondiali          | Taegu          | Salto con l'asta | 20º (q)   | 5,50 m      |                                          |
| 2012 | Europei           | Helsinki       | Salto con l'asta | Bronzo    | 5,77 m      | Miglior prestazione personale stagionale |
| 2012 | Giochi olimpici   | Londra         | Salto con l'asta | Bronzo    | 5,65 m      | Miglior prestazione personale            |
| 2013 | Europei indoor    | Göteborg       | Salto con l'asta | 8º        | 5,61 m      |                                          |
| 2013 | Mondiali          | Mosca          | Salto con l'asta | Oro       | 5,89 m      |                                          |
| 2015 | Mondiali          | Pechino        | Salto con l'asta | Argento   | 5,90 m      |                                          |
| 2016 | Giochi olimpici   | Rio de Janeiro | Salto con l'asta | 26º (q)   | 5,45 m      |                                          |
| 2017 | Europei indoor    | Belgrado       | Salto con l'asta | 5º        | 5,80 m      | Miglior prestazione personale stagionale |
| 2017 | Mondiali          | Londra         | Salto con l'asta | Finale    | nm          |                                          |
| 2018 | Mondiali indoor   | Birmingham     | Salto con l'asta | 5º        | 5,80 m      |                                          |
| 2018 | Europei           | Berlino        | Salto con l'asta | nm (q)    | nm (q)      |                                          |
| 2019 | Mondiali          | Doha           | Salto con l'asta | 6º        | 5,70 m      |                                          |

## Riconoscimenti
- Atleta europeo emergente dell'anno (2008)